# Popovac (Paraćin)
Pour les articles homonymes, voir Popovac.
Popovac (en serbe cyrillique : Поповац) est un village de Serbie situé dans la municipalité de Paraćin, district de Pomoravlje. Au recensement de 2011, il comptait 616 habitants.

## Démographie

### Évolution historique de la population
| 1948 | 1953  | 1961  | 1971  | 1981  | 1991  | 2002 | 2011 |
| ---- | ----- | ----- | ----- | ----- | ----- | ---- | ---- |
| 902  | 1 290 | 1 517 | 1 575 | 1 393 | 1 247 | 805  | 616  |

|  |